# معدلات انتشار ختان الإناث حسب الدولة

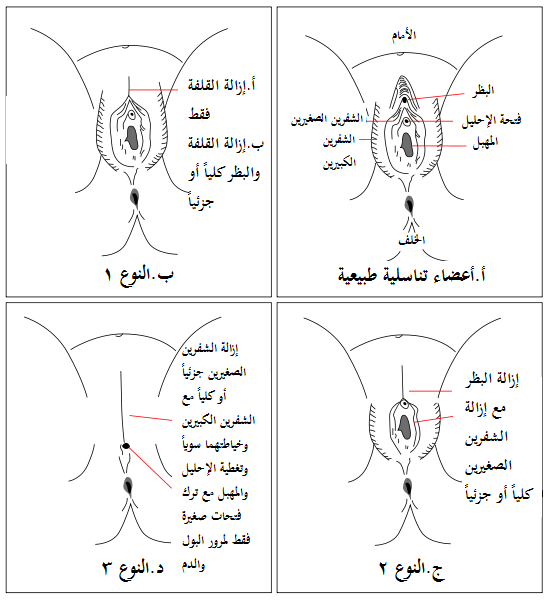

خريطة بيانات مركبة توضح النسبة المئوية للنساء والفتيات اللواتي تتراوح أعمارهن بين 15 و49 سنة (ما لم ينص على خلاف ذلك) اللواتي خضعن لختان الإناث. المصدر: منظمة الأمم المتحدة للطفولة (اليونيسيف) (2016) وعدد من الدراسات الإضافية للبلدان خارج أفريقيا التي لم تستقصبها اليونيسيف. لا يتم تغطية بيانات الدول الرمادية.

تجرى عمليات تشويه الأعضاء التناسلية (أو ما يعرف بختان الإناث) في أكثر من ثلاثين دولة في شرق وغرب وشمال شرق أفريقيا وأجزاء من آسيا والشرق الأوسط، وفي أوساط المهاجرين في أوروبا وأمريكا الشمالية وأستراليا. تعرف منظمة الصحة العالمية ختان الإناث بأي إجراء يشمل بتر أو جرح أي عضو من أعضاء الجهاز التناسلي الأنثوي دون دواعٍ طبية.
تبعًا لتقرير أعدته اليونيسف عام 2013 شمل 29 دولة في أفلايقيا والشرق الأوسط؛ احتلت أثيوبيا المرتبة الأولى من حيث عدد السيدات اللاتي تعرضن لعملية تشويه الأعضاء التناسلية (27.2 مليون)، بينما احتلت الصومال النسبة الأكبر من حيث نسبة انتشار ختان الإناث (98%).
شنَّت أول حملة للحد من ختان الإناث في مصر إبان العشرينيات ولتأخذ النسبة في التضاؤل، ومع ذلك بلغت نسبة انتشار ختان الإناث عام 1995 في مصر 98%.

## تصنيف ختان الإناث

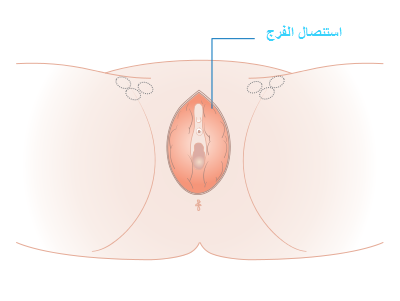
الجزء المستأصل في الختان الفرعوني

صنفت منظمة الصحة العالمية ختان الإناث إلى أربعة أنواع هي:
- النوع الأول: إزالة خشف البظر والجلد حول البظر (1أ)، وإزالة البظر ذاته جزئيًّا أو كليًّا (1ب).
- النوع الثاني: إزالة الشفرين الصغيرين (2أ) مع إزالة البظر كليًّا أو جزئيًّا (2ب) وإزالة الشفرين الكبيرين (2ج).
- النوع الثالث: إزالة الشفرين الصغيرين كليًّا أو جزئيًّا (3أ) والشفرين الكبيرين (3ب) وتخييط الفرج مع ترك فتحة صغيرة لمرور البول ودم الحيض؛ فيما يعرف بالختان الفرعوني.
- النوع الرابع: يشمل أي إجراء ضار يمس الأعضاء التناسلية الأنثوية من كي أو قطع أو تضييق للمهبل باستخدام مادة كاوية وغيرها.[10]

## الانتشار
مصطلح الانتشار يعني نسبة عدد الإناث اللواتي تعرضن للختان في دولة معينة في مرحلة ما من حياتهن. وهو يختلف عن الوقوع أي نسبة الإناث اللاتي تعرضن للختان في فترة زمنية معينة في الماضي أو الحاضر. تُجرى عمليات تشويه الأعضاء التناسلية في أفريقيا والشرق الأوسط وأندونيسيا وماليزيا، as well as some migrants in Europe, United States and Australia. وفي أوساط المهاجرين في أوروبا والولايات المتحدة وأستراليا وفي بعض المناطق في جنوبي آسيا. أعلى نسب الانتشار تقع في 30 دولة أفريقية تمتد من السنغال في الغرب إلى أثيوبيا في الشرق، ومن مصر في الشمال حتى تنزانيا في الجنوب.
وفقًا لتقرير أعدته اليونيسف عام 2013؛ ينتشر ختان الإناث في 27 دولة أفريقية إلى جانب اليمن وإقليم كردستان بالعراق، حيث تصل أعداد الفتيات اللواتي تعرضن للختان إلى 125 مليون فتاة. كما أشار التقرير إلى انتشار الختان أيضًا في دول أخرى خلاف ال29 دولة المذكورة، لكن نسبة انتشاره على مستوى العالم غير معروفة. وقد أشارت تقارير أخرى إلى حدوثه في دول أخرى كالأردن والعراق وسوريا وعُمان والإمارات العربية المتحدة وقطر، كذلك مورست عمليات تشويه الأعضاء التناسلية للإناث وسط قبائل بدو النقب بفلسطين، لكنها عادت لتختفي عام 2009.
انتشر الختان في أوروبا وأستراليا والولايات المتحدة لوجود المهاجرين؛ إذ تقوم بعض العائلات بإخضاع فتياتهن للختان في بلدانهم خلال العطلة. وقد أصبحت الحكومات في الغرب أكثر وعيًا بختان الإناث؛ مما دفعها لسن قوانين تُجرٌِم ختان الإناث. عام 2006 أصبح خالد آدم الإثيوبي الجنسية أول من يُحاكم بتهمة إجراء الختان لابنته.
دعت الأمم المتحدة إلى ضرورة القضا على ختان الإناث بحلول عام 2030. أشارت أجرت كلية الصحة العامة بجامعة كاليفورنيا إلى انخفاض معدلات انتشار ختان الإناث في الثلاثة عقود الماضية انخفاضًا كبيرًا في 17 دولة من أصل 22 دولة شملتها الدراسة. ومع ذلك، وجد الباحثون زيادة بلغت 2-8% في نسب الختان في دول مثل تشاد ومالي وسيراليون.

## دقة البيانات
معظم البيانات المتاحة حاليًا حول ختان الإناث مبنية على إحصاءات شفهية وحالات فردية تم الإبلاغ عنها؛ فالفحص الإكلينيكي غير شائع بافتراض صدق إجابة السيدات ومعرفتهن بنوع ودرجة التشويه الذي تعرضن له. لذا، تؤثر عدة عوامل على دقة النتائج؛ كإجراء عمليات الختان في سن مبكرة جدًّا، واعتبار الختان أحد التابوهات التي لا يجوز الحديث عنها لدى بعض الثقافات؛ ففي عُمان مثلًا يخشى البعض مناقشة ختان الإناث اعتقادًا بأن هذا سوف يسيء إلى الدولة ويعرضها للانتقاد بسبب حكم ديني على حد زعمهم.
أما في الدول التي تحرم ختان الإناث، تخشى الفتيات الاعتراف بخضوعهن للختان خوفًا من أن تطالهم يد القانون؛ فعلى سبيل المثال تم إجراء استقصاء شفهي حول ختان الإناث بالإقليم الشمالي بغانا عام 1995 شمل فتيات وسيدات من عمر 15 حتى 49 عامًا، وأعيد الاستطلاع عام 2000 على نفس السيدات بعد سن قانون يحرم ختان الإناث وشن حملات مناهضة له نفت فيه 13% منهن خضوعها للختان وهو ما يتعارض مع أقوالهن في الاستقصاء السابق.
وفي إقليم كردستان بالعراق صرحت منظمة اليونيسف عام 2011 أن واحدة من كل فتاتين كرديتين من سن 15 إلى 24 سنة بمحافظتي السليمانية وأربيل تعرضت للختان في سن أصغر.

## أفريقيا

في عام 2013، وثقت اليونيسف تباينًا كبيرًا في انتشار تشويه الأعضاء التناسلية الأنثوية في 29 دولة في إفريقيا والشرق الأوسط. ينتشر تشويه الأعضاء التناسلية الأنثوية أيضاً في جنوب شرق آسيا وينظر إليه في بعض السكان المسلمين في جنوب آسيا.

انتشار تشويه الأعضاء التناسلية الأنثوية لعام 2016 في أفريقيا والشرق الأوسط وفقًا لتقرير اليونيسف لعام 2016. تظهر معظم البلدان انخفاضًا نسبيًا مقارنةً بعام 2013.

في يوليو / تموز 2003، اعتمد الاتحاد الإفريقي في قمته الثانية بروتوكول مابوتو لتعزيز حقوق المرأة والدعوة إلى وضع حدّ لتشويه الأعضاء التناسلية الأنثوية. دخلت الاتفاقية حيز التنفيذ في نوفمبر 2005، وبحلول ديسمبر 2008، صدقت عليها 25 دولة عضو.
اعتبارا من عام 2013، وفقا لتقرير لليونيسيف، هناك 24 دولة أفريقية لديها تشريعات أو مراسيم ضد ممارسة ختان الإناث؛ هذه الدول هي: بنين، بوركينا فاسو، جمهورية أفريقيا الوسطى، تشاد، كوت ديفوار، جيبوتي، مصر، إريتريا، إثيوبيا، غانا، غينيا، غينيا-بيساو، كينيا، موريتانيا، النيجر، نيجيريا (منذ 2015)، السنغال، الصومال، السودان (بعض الولايات)، تنزانيا، توغو وأوغندا (انظر صفحة 9 من التقرير) وزامبيا وجنوب إفريقيا (انظر الصفحة 8). في عام 2015، منع رئيس جامبيا يحيى جامع ختان الإناث.
في عام 2014، تم إطلاق حملة جيل الفتيات، وهي حملة تقودها أفريقيا لمعارضة ختان الإناث في جميع أنحاء العالم.

### العام
على الرغم من اختلاف تقديرات انتشار تشويه الأعضاء التناسلية الأنثوية، فقد وجدت المصادر باستمرار أن الممارسة التي تخضع لها أغلبية النساء في القرن الإفريقي، في دول غرب إفريقيا من غينيا وسيراليون وغامبيا وموريتانيا ومالي وبوركينا فاسو، وكذلك في السودان ومصر. من بين هذه الدول، جميع الدول لديها قوانين أو مراسيم ضد هذه الممارسة، باستثناء سيراليون ومالي وبعض الولايات السودانية.
يُمارس الختان، وهو الشكل الأكثر تطرفًا لتشويه الأعضاء التناسلية الأنثوية، المعروف أيضًا بالنوع الثالث، في المقام الأول في البلدان الواقعة في شمال شرق إفريقيا.

### الجزائر
تشويه الأعضاء التناسلية للإناث موجود في جنوب الجزائر بين المهاجرين من أفريقيا جنوب الصحراء، لكنه يعتبر جريمة جنائية ويعاقب بالسجن لمدة تصل إلى 25 سنة.

### بنين
تشويه الأعضاء التناسلية للإناث موجود في بنين. وفقا لدراسة استقصائية أجريت في الفترة 2011-12، تعرضت 7.3 في المائة من النساء في بنن لتشويه الأعضاء التناسلية الأنثوية. ويشكل هذا انخفاض عن استطلاع عام 2001، الذي سجل 17 ٪. يختلف الانتشار مع الدين في بنين. ينتشر تشويه الأعضاء التناسلية الأنثوية في 49% من النساء المسلمات. الانتشار في مجموعات أخرى أقل، 3% من الديانات التقليدية، 3% من الروم الكاثوليك و1% في النساء المسيحيات الأخرى ات. يحظر قانون عام 2003 جميع أشكال ختان الإناث. وفقاً لليونيسف، شهدت بنن التراجع الأكثر دراماتيكية في البلدان ذات معدل الانتشار المنخفض، من 8% في عام 2006 إلى 2% في عام 2012، وهو انخفاض بنسبة 75٪.

### بوركينا فاسو
تعطي منظمة الصحة العالمية نسبة انتشار تصل إلى 72.5% في عام 2006. وجد استطلاع عام 2003 أن تشويه الأعضاء التناسلية الأنثوية كان سائدًا في 77% من النساء في بوركينا فاسو. أفاد مسح عام 1998 عن انخفاض معدل 72 ٪. لم يُعتبر ذلك دليلاً على زيادة في الممارسة، لكنه يعكس الحقيقة العالمية التي تزداد على نحو متزايد ومزيد من المعلومات حول تشويه الأعضاء التناسلية الأنثوية. انتشاره يختلف مع الدين في بوركينا فاسو. ينتشر تشويه الأعضاء التناسلية الأنثوية في 82% من النساء المسلمات، و73% من الديانات التقليدية، و66% من الروم الكاثوليك، و60% من البروتستانت.
في دراسة أجريت عام 2011 حول مجموعة واسعة من المتغيرات، وجد أن خصائص انتشار ختان الإناث في بوركينا فاسو مرتبطة بقوة بالدين، والعمر هو المتغير المهم الآخر. صدر قانون يحظر تشويه الأعضاء التناسلية الأنثوية في عام 1996 ودخل حيز التنفيذ في شباط / فبراير 1997. وحتى قبل صدور هذا القانون، أنشأ مرسوم رئاسي اللجنة الوطنية لمناهضة الختان وفرض غرامات على الأشخاص المذنبين بختان الفتيات والنساء. يتضمن القانون الجديد عقوبة أشد صرامة. صدرت أحكام بالسجن على العديد من النساء اللواتي يخطفن الفتيات. صدقت بوركينا فاسو على بروتوكول مابوتو في عام 2006.

### الكاميرون
تشويه الأعضاء التناسلية للإناث موجود في الكاميرون. في دراسة أجريت عام 2004، كان معدل انتشار ختان الإناث 1.4 ٪. على الرغم من انخفاض المعدل الوطني، إلا أن هناك مناطق ذات معدل انتشار مرتفع. في أقصى شمال الكاميرون، يبلغ معدل الانتشار 13% بالنسبة إلى شعب فولبي والأشخاص المنحدرين من أصل عربي. الانتشار يختلف مع الدين. ينتشر تشويه الأعضاء التناسلية الأنثوية في 6 في المائة من النساء المسلمات، وأقل من 1 في المائة من المسيحيي، و0 في المائة للنساء الأوليات. قانون العقوبات الوطني الكاميروني لا يصنف تشويه الأعضاء التناسلية كجريمة جنائية. المادة 277 تجرم الاعتداء المشدد، بما في ذلك الاعتداء المشدد على الأعضاء. كان مشروع قانون معلقًا منذ أكثر من 10 سنوات.

### جمهورية أفريقيا الوسطى
تعي منظمة الصحة العالمية انتشار تشويه الأعضاء التناسلية الأنثوية في جمهورية أفريقيا الوسطى بنسبة 24.2% في عام 2010. وجد مسح من عام 2000 أن تشويه الأعضاء التناسلية الأنثوية كان سائدًا في 36% من نساء جمهورية أفريقيا الوسطى. ويمثل هذا انخفاض عن مسح عام 1994، الذي ذكر 43 ٪. تباين نسبة الانتشار في استقصاء عام 2000 مع الدين في جمهورية أفريقيا الوسطى؛ كان تشويه الأعضاء التناسلية الأنثوية سائدًا في 46% من النساء الأروماتيات، و39% من المسلمين، و36% من البروتستانت، و35% من النساء الكاثوليكيات.
في عام 1996، أصدر الرئيس مرسومًا يحظر تشويه الأعضاء التناسلية الأنثوية في جميع أنحاء البلاد. لديها قوة القانون الوطني. ويعاقب على أي انتهاك للأمر بالسجن لمدة تتراوح بين شهر واحد وسنة إلى سنتين وغرامة تتراوح بين 100 5 و 000 100 فرنك (حوالي 8 إلى 160 من دولارات الولايات المتحدة). لا يُعرف أي اعتقالات بموجب القانون. كما أن تشويه الأعضاء التناسلية الأنثوية أقل انتشارًا بين النساء الأصغر سناً وفقًا لجامعة سيتي في لندن عام 2015، فإن هذا يشير إلى تراجع في الممارسة.

### تشاد
في أول استقصاء لتشاد عن تشويه الأعضاء التناسلية الأنثوية في عام 2004، كان معدل انتشار ختان الإناث 45٪. الانتشار يختلف مع الدين في تشاد. ينتشر تشويه الأعضاء التناسلية الأنثوية في 61% من النساء المسلمات، و31% من الكاثوليك، و16% من البروتستانت، و12% من الديانات التقليدية. انتشار يختلف أيضا مع الجماعات العرقية. العرب (95٪)، هادجاراي (94٪)، واداي (91٪) وفيتري-باتا (86٪)، وأقل من 2.5% بين غوران، تاندجيلي ومايو كابي. ويتضمن القانون رقم 6 / PR / 2002 بشأن تعزيز الصحة الإنجابية أحكاما تحظر تشويه الأعضاء التناسلية، ولكنها لا تنص على عقوبات. يمكن معاقبة تشويه الأعضاء التناسلية الأنثوية بموجب القوانين الحالية ضد الاعتداء، الجرح، وتشويه الجسم.

### جزر القمر
تشويه الأعضاء التناسلية الأنثوية غير موجود في جزر القمر.

### كوت ديفوار
في عام 2006، كان معدل انتشار تشويه الأعضاء التناسلية الأنثوية 36.4 في المائة بين النساء اللواتي تتراوح أعمارهن بين 15 و49 سنة في كوت ديفوار. وجدت دراسة استقصائية أجريت عام 2005 أن 42% من جميع النساء اللواتي تتراوح أعمارهن بين 15 و49 سنة قد تعرضن لتشويه الأعضاء التناسلية الأنثوية. ويشبه ذلك معدل الختان بنسبة 46% في عام 1998 و43% في عام 1994. الانتشار يختلف مع الدين في كوت ديفوار. ينتشر تشويه الأعضاء التناسلية الأنثوية في 76% من النساء المسلمات، و45% من الأرمن، و14% من الكاثوليكيات و13% من النساء البروتستانتات. وينص قانون عام 1998 على أن الإضرار بسلامة العضو التناسلي للمرأة عن طريق الإزالة الكاملة أو الجزئية أو الختان أو إزالة الحساسية أو أي إجراء آخر، سيعاقب بالسجن لمدة تتراوح بين سنة وخمس سنوات، إذا كان ضاراً بصحة المرأة. غرامة قدرها 360,000 إلى مليوني فرنك أفريقي (حوالي 576-3,200 دولار أمريكي). وتكون العقوبة السجن من خمس إلى عشرين سنة إذا حدثت الوفاة أثناء الإجراء وحظر الممارسة الطبية لمدة خمس سنوات، إذا قام الطبيب بإجراء هذا الإجراء.

### جمهورية الكونغو الديمقراطية
يمارس تشويه الأعضاء التناسلية الأنثوية في جمهورية الكونغو الديمقراطية. يحدث تشويه الأعضاء التناسلية الأنثوية بين بعض السكان في الأجزاء الشمالية من البلاد. تشويه الأعضاء التناسلية الأنثوية غير قانوني: يفرض القانون عقوبة بالسجن من سنتين إلى خمس سنوات وغرامة قدرها 200 ألف فرنك كونغولي على أي شخص ينتهك «السلامة الجسدية أو الوظيفية» للأعضاء التناسلية. يقدر معدل انتشار ختان الإناث بحوالي 5% من النساء في البلاد. عادة ما يتم تنفيذ النوع الثاني.

### جيبوتي
تتراوح تقديرات معدل انتشار تشويه الأعضاء التناسلية الأنثوية لتشويه الأعضاء التناسلية الأنثوية في جيبوتي من 93% إلى 98٪. في تقرير لليونيسف لعام 2010، حصلت جيبوتي على ثاني أعلى معدل في العالم من النوع الثالث من تشويه الأعضاء التناسلية الأنثوية، في حوالي ثلثي جميع النساء الجيبوتي اللاتي يخضعن لهذا الإجراء؛ النوع الأول هو الشكل التالي الأكثر شيوعًا لختان الإناث الذي يمارس في البلاد. مثل البلدان المجاورة لها، تخضع نسبة كبيرة من النساء في جيبوتي لإعادة الختان بعد الولادة أو الطلاق.
قال ثلثا النساء أن التقاليد والدين هما الدافع الرئيسي وراء ختان الإناث. دولة ذات أغلبية مسلمة، انقسم رجال الدين الإسلامي في جيبوتي حول قضية تشويه الأعضاء التناسلية الأنثوية، مع بعض الدعم الفعال لهذه الممارسة وغيرها من المعارضين لها. تم حظر تشويه الأعضاء التناسلية الأنثوية في القانون الجنائي المعدل في البلاد والذي دخل حيز التنفيذ في أبريل / نيسان 1995. وتنص المادة 333 من قانون العقوبات على أن الأشخاص المدانين بهذه الممارسة سيواجهون عقوبة بالسجن لمدة خمس سنوات وغرامة قدرها مليون فرنك جيبوتي (تقريبًا). 5600 $). صدّقت جيبوتي على بروتوكول مابوتو في عام 2005.

### مصر
قامت وزارة الصحة والسكان المصرية بحظر جميع أشكال تشويه الأعضاء التناسلية للإناث منذ عام 2007. وأمرت الوزارة بأن «يحظر على أي طبيب أو ممرض أو أي شخص آخر القيام بأي قطع أو تسطيح أو تعديل لأي جزء طبيعي من الجهاز التناسلي للإناث». كما شددت السلطات الإسلامية في الأمة على أن الإسلام يعارض تشويه الأعضاء التناسلية الأنثوية. وقال مفتي مصر الكبير علي جمعة إنه «ممنوع ومحظور». أصدرت مصر قانونًا يحظر تشويه الأعضاء التناسلية الأنثوية. أزال حظر وزارة يونيو 2007 ثغرة تسمح للفتيات الخضوع لهذا الإجراء لأسباب صحية.
كانت هناك أحكام في السابق بموجب قانون العقوبات تشمل «الجرح» و«التسبب في ضرر متعمد يؤدي إلى الموت»، بالإضافة إلى قرار وزاري يحظر تشويه الأعضاء التناسلية الأنثوية. في ديسمبر / كانون الأول 1997، أيدت محكمة النقض (أعلى محكمة استئناف في مصر) حظراً حكومياً على الممارسة التي تنص على أن الذين لم يمتثلوا سوف يخضعون لعقوبات جنائية وإدارية. في أول محاكمة في مصر لارتكاب ختان الإناث، تمت تبرئة رجلين في نوفمبر 2014 ؛ أمر الطبيب بدفع تعويض لأم الفتاة. في عام 2015 بعد الاستئناف حكم على الطبيب لأكثر من عامين في السجن وحكم على الأب بالسجن لمدة ثلاثة أشهر مع وقف التنفيذ. في 30 أيار / مايو 2018، أعلنت دار الإفتاء المصرية، وهي هيئة حكومية تقدم المشورة بشأن الشريعة الإسلامية، أن ختان الإناث حرام دينياً. عرض وزير الصحة أحمد عماد الدين راضي خطة من ست خطوات للقضاء على ختان الإناث في مصر بحلول عام 2030.
وجدت دراسة في عام 2000 أن 97% من سكان مصر يمارسون ختان الإناث. وجدت دراسة أجريت عام 2005 أن أكثر من 95% من النساء المصريات مررن بشيء من أشكال تشويه الأعضاء التناسلية الأنثوية. في تقرير اليونيسف لعام 2014، انخفض معدل الانتشار إلى 91٪. ذكر تقرير اليونيسف لعام 2016 أن نسبة الفتيات اللواتي تتراوح أعمارهن بين 15 و19 سنة اللواتي خضعن لعملية ختان الإناث انخفضت من 97% في عام 1985 إلى 70% في عام 2015. بلغت نسبة الفتيات والنساء اللواتي تتراوح أعمارهن بين 15 و49 سنة اللواتي خضعن لتشويه الأعضاء التناسلية الأنثوية في السنوات 2004-2015 نسبة 87 في المائة، في حين أن الفتيات اللواتي تتراوح أعمارهن بين 0 و14 سنة اللواتي خضعن لتشويه الأعضاء التناسلية الأنثوية في السنوات 2010-2015 بلغن 14 في المائة. 38% من الفتيات والنساء اللواتي تتراوح أعمارهن بين 15 و49 عامًا قد سمعن عن ختان الإناث يعتقد أنه يجب أن تنتهي هذه الممارسة، في حين أن 28% من الأولاد والرجال هم الذين عانوا في هذه السن.

### إريتريا
قامت حكومة إريتريا بمسح ونشر نسبة رسمية لانتشار تشويه الأعضاء التناسلية الأنثوية بلغت 89% في عام 2003. كان مرة أكثر من 93 ٪. تاريخيا، خضع نحو 50% من النساء في المناطق الريفية للنوع الثالث مع الخياطة لإغلاق الفرج، في حين كان النوع الأول والثاني أكثر شيوعا في المناطق الحضرية. بشكل عام، حوالي ثلث النساء في إريتريا قد خضعن للختان من النوع الثالث مع خياطة. تُجرى معظم عمليات تشويه الأعضاء التناسلية الأنثوية على فتيات صغيرات يقل سنهن عن سنة واحدة، و20% أخرى قبل أن يبلغن الخامسة من العمر. يعتقد حوالي 60% و18% من النساء الأريتريات أن تشويه الأعضاء التناسلية الأنثوية هو مطلب ديني، وفقاً لليونيسف، والحكومة الإريترية، على التوالي.p. 109
الانتشار يختلف مع دين المرأة، وكذلك من قبل المجموعة العرقية. أظهرت دراسة أجرتها اليونيسف في عام 2002 انتشار ختان الإناث بين 99% من المسلمين و89% من الكاثوليك و85% من النساء البروتستانتيات اللواتي تتراوح أعمارهن بين 15 و49 عامًا. حررت إريتريا جميع أشكال تشويه الأعضاء التناسلية للإناث مع الإعلان 158/2007 في مارس / آذار 2007. ينص القانون على فرض غرامة وسجن على أي شخص يمارس عملية ختان الإناث أو يكلف بها.

### اثيوبيا
تعطي منظمة الصحة العالمية نسبة انتشار تبلغ 65% لتشويه الأعضاء التناسلية الأنثوية في إثيوبيا (2016) بين النساء اللواتي تتراوح أعمارهن بين 15-49 سنة وتقل إلى 47.1 في تلك السنوات من 15 إلى 19 سنة. في تقرير اليونيسف لعام 2016، بلغ معدل انتشار تشويه الأعضاء التناسلية للإناث في إثيوبيا الإقليمية: منطقة عفار - 91.2 في المائة؛ المنطقة الصومالية - 98.5 في المائة؛ منطقة هراري - 81.7٪؛ دير داوا 75.3٪؛ منطقة أمهرة - 1.4% إلى 21.9 ٪؛ إقليم أوروميا - 75.6 ٪. مدينة أديس أبابا - 54% ؛ منطقة بينيشانغول-غوموز - 62.9٪؛ منطقة تيغراي - 24.2% ؛ المنطقة الجنوبية - 62٪؛ منطقة غامبيلا 33٪. حسب الأصل العرقي، يبلغ معدل انتشاره في الصومال حوالي 98.5% ؛ 92.3% هادية 98.4% عفر و23% تيجراي. الانتشار يختلف أيضا مع الدين في إثيوبيا. ينتشر تشويه الأعضاء التناسلية الأنثوية في 92% من النساء المسلمات، ومع انتشار أقل في الديانات الأخرى: 65.8% من البروتستانت و58.2% من الكاثوليك و55% من الأديان التقليدية. أصبح تشويه الأعضاء التناسلية الأنثوية غير قانوني بموجب قانون العقوبات لعام 2004.

### غامبيا

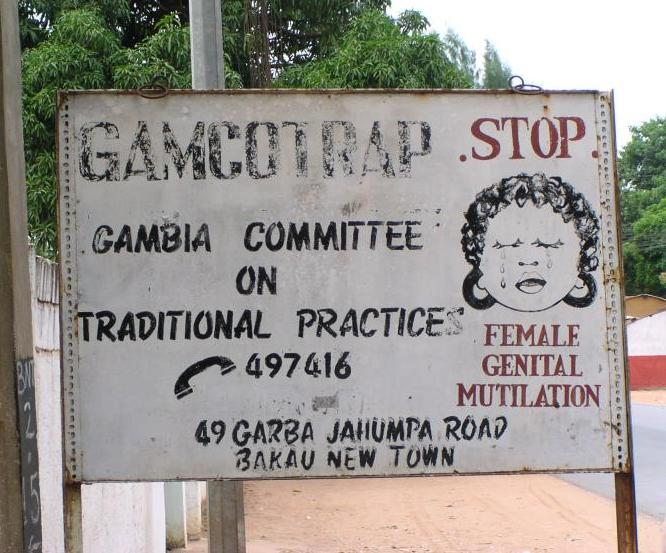
علامة طريق ضد ختان الإناث، باكاو، غامبيا، 2005

تشويه الأعضاء التناسلية الأنثوية سائد في غامبيا. في تقرير عام 2013، تعرض 76.3% من الفتيات والنساء إلى ختان الإناث. وجد مسح أجرته اليونيسف عام 2006 نسبة انتشار تبلغ 78.3% في غامبيا. العمر الذي يتم فيه إجراء ختان الإناث على الفتيات الغامبيات يتراوح من 7 أيام بعد الولادة حتى مرحلة ما قبل المراهقة.
أفادت دراسة سريرية عام 2011 أن 66% من ختان الإناث في غامبيا كانت من النوع الأول، و26% من النوع الثاني و8% من النوع الثالث. حوالي ثلث النساء في غامبيا المصابين بختان الإناث، بما في ذلك النوع الأول، عانين من مضاعفات صحية بسبب هذا الإجراء. في عام 2015، منع رئيس جامبيا يحيى جامع ختان الإناث. بما أن تشويه الأعضاء التناسلية الأنثوية أقل شيوعًا بين النساء الأصغر سناً وفقًا لجامعة سيتي في لندن عام 2015، فإن هذا يشير إلى تراجع في الممارسة.

### غينيا بيساو
تشويه الأعضاء التناسلية للإناث موجود في غينيا - بيساو، وقد قدر معدل انتشاره بنسبة 50% في عام 2000. اعتمد البرلمان في حزيران / يونيو 2011 قانوناً يحظر الممارسة على الصعيد الوطني بأغلبية 64 صوتاً مقابل 1. وفي ذلك الوقت، تأثرت 45 في المائة من النساء اللواتي تتراوح أعمارهن بين 15 و49 عاماً بختان الإناث. وفقا لدراسة استقصائية، 33% من النساء فضلوا استمرار قطع الأعضاء التناسلية، ولكن 50% من مجموع السكان أرادوا التخلي عن هذه الممارسة.

### كينيا
تشويه الأعضاء التناسلية للإناث موجود في كينيا. قدرت الدراسة الاستقصائية الديموغرافية والصحية لعام 2014 في كينيا أن معدل انتشار تشويه الأعضاء التناسلية الأنثوية هو 21% بين النساء اللواتي تتراوح أعمارهن بين 15-49 سنة، وانخفض ل 27% في مسح 2008/2009 و32% في مسح عام 2003. تباين مدى انتشار تشويه الأعضاء التناسلية الأنثوية في عام 2014 تفاوتًا كبيرًا حسب العمر والموقع والمجموعة العرقية والدين. يزيد انتشار تشويه الأعضاء التناسلية الأنثوية مع التقدم في العمر. وهي أدنى بين النساء اللواتي تتراوح أعمارهن بين 15 و19 سنة بنسبة 11.4 في المائة، وهي أعلى بين النساء اللواتي تتراوح أعمارهن بين 45 و49 سنة بنسبة 40.9 في المائة. هذا الاتجاه يؤكد الاتجاه التنازلي في ختان الإناث بمرور الوقت.
في عام 2001 سنت كينيا قانون الطفل، بموجب أحكام تجريم ختان الإناث عند ممارسته على فتيات أصغر من 18 سنة. كانت هذه الممارسة غير قانونية على مستوى البلاد في سبتمبر 2011.

### ليبيا
نادرا ما يمارس تشويه الأعضاء التناسلية الأنثوية في ليبيا. من المحتمل العثور عليه في المناطق الريفية.

### مالي
تشويه الأعضاء التناسلية الأنثوية سائد في مالي. تعطي منظمة الصحة العالمية نسبة انتشار تبلغ 85.2% للنساء اللاتي تتراوح أعمارهن بين 15 و49 عامًا في عام 2006 في مالي. في تقرير عام 2007، 92% من جميع النساء في مالي اللواتي تتراوح أعمارهن بين 15 و49 سنة تعرضن لتشويه الأعضاء التناسلية الأنثوية. معدلات تشويه الأعضاء التناسلية الأنثوية هي أقل فقط بين سونراي (28 ٪)، وتاماشيك (32 ٪) وبوزو (76 ٪). ما يقرب من نصفهم من النوع الأول، ونصف آخر من النوع الثاني. الانتشار يختلف مع الدين في مالي. ينتشر تشويه الأعضاء التناسلية الأنثوية في 92% من النساء المسلمات، 76% من المسيحيين.
يعتقد حوالي 64% من النساء في مالي أن تشويه الأعضاء التناسلية الأنثوية هو مطلب ديني. في عام 2002، أنشأت مالي برنامجًا حكوميًا يهدف إلى تثبيط ممارسة تشويه الأعضاء التناسلية الأنثوية (الأمر رقم 02-053 بشأن إنشاء برنامج وطني للتحكيم الوطني [القانون الذي ينشئ برنامجًا وطنيًا لمكافحة ممارسة تشويه الأعضاء التناسلية للأنثى]). لا يوجد تشريع محدد يجرم ختان الإناث.

### موريتانيا
ينتشر تشويه الأعضاء التناسلية الأنثوية في موريتانيا. وفقا لمسح عام 2001، 71% من جميع النساء اللواتي تتراوح أعمارهن بين 15 و49 خضعن لتشويه أعضائهن التناسلية. في عام 2007، خلصت دراسة عن مجموعة ديموغرافية إلى عدم حدوث أي تغيير في معدل انتشار ختان الإناث في موريتانيا. النوع الثاني من تشويه الأعضاء التناسلية الأنثوية هو الأكثر شيوعاً. حوالي 57% من النساء في موريتانيا يعتقدن أن تشويه الأعضاء التناسلية الأنثوية هو مطلب ديني. موريتانيا مسلمة بنسبة 99٪. يختلف معدل انتشار تشويه الأعضاء التناسلية الأنثوية باختلاف المجموعات العرقية: 92% من نساء سونينكي يتم ختنهن، وحوالي 70% من نساء فولبي والموربيات، ولكن 28% فقط من نساء الولوف خضعن لتشويه أعضائهن التناسلية. وقد وافقت موريتانيا على مواثيق دولية مثل اتفاقية القضاء على جميع أشكال التمييز ضد المرأة وبروتوكول مابوتو لأفريقيا. Ordonnance رقم 2005-015 بشأن حماية الطفل يقيد تشويه الأعضاء التناسلية الأنثوية.

### موزامبيق
تشويه الأعضاء التناسلية للإناث موجود في موزامبيق.

### النيجر
تشويه الأعضاء التناسلية للإناث موجود في النيجر. في مسح عام 2006، حوالي 2% من نساء النيجر خضعن لختان الإناث. في عام 1998، سجلت النيجر معدل انتشار 4.5 ٪. من المحتمل أن تكون بيانات المسح هذه غير صحيحة لأنه، بعد تعديلها حسب الفئة العمرية، لا تزال النساء اللواتي ادعين أنهن تعرضن لتشويه الأعضاء التناسلية الأنثوية في المسح السابق، وإن يكن في فئة عمرية مختلفة. يشير المسح الذي أجري عام 2006 إلى أن عدد النساء اللواتي لم يعانين من ختان الإناث كان أكثر مما ذكر من قبل. يدّعي المساحون في DHS تبني التشريع الجنائي والخوف من المقاضاة قد يفسران لماذا لا تريد نساء النيجر الإبلاغ عن ختانهن. يقدر تقرير لمنظمة الصحة العالمية معدل انتشار تشويه الأعضاء التناسلية الأنثوية في النيجر إلى 20٪. مصادر أخر، بما في ذلك تقرير اليونيسف لعام 2009، تدعي أن معدلات تشويه الأعضاء التناسلية الأنثوية عالية في النيجر. صدر قانون حظر ختان الإناث في عام 2003 من قبل حكومة النيجر.

### نيجيريا
وجد مسح ديمغرافي عام 2008 أن 30% أن جميع النساء النيجيريات تعرضن لتشويه الأعضاء التناسلية الأنثوية. يتناقض هذا مع 25% ذكرت من قبل مسح عام 1999، و19% بحلول عام 2003 المسح. وهذا لا يوحي بأي اتجاه، أو ماضٍ لا يمكن الاعتماد عليه، أو أحدث بيانات الاستقصاء في بعض المناطق، فضلاً عن احتمال أن عددًا من النساء على استعداد متزايد للاعتراف بتعرضهن للختان. ومن التفسيرات المحتملة الأخرى لمعدل الانتشار المرتفع لعام 2008، تعريف تشويه الأعضاء التناسلية الأنثوية، الذي شمل النوع الثاني من تشويه الأعضاء التناسلية الأنثوية. في بعض أجزاء نيجيريا، يتم قطع جدران المهبل بالفتيات المولدات حديثات أو الممارسات التقليدية الأخرى - مثل التخفيضات في الأنجيا والجيشيري - التي تقع تحت تصنيف منظمة الصحة العالمية من النوع الرابع لمنظمة الصحة العالمية. يتم إجراء أكثر من 80% من جميع عمليات الختان على الفتيات دون سن السنة. انتشاره يختلف مع الدين في نيجيريا. ينتشر تشويه الأعضاء التناسلية الأنثوية في 31% من الكاثوليك، و27% من البروتستانت و7% من النساء المسلمات. تم حظر ختان الإناث في جميع أنحاء البلاد في عام 2015.

### السنغال
تشويه الأعضاء التناسلية للإناث موجود في السنغال. وفقا لمسح عام 2005، معدل انتشار ختان الإناث هو 28% من جميع النساء الذين تتراوح أعمارهم بين 15 و49. هناك اختلافات كبيرة في الانتشار الإقليمي. ينتشر تشويه الأعضاء التناسلية الأنثوية في جنوب السنغال (94% في منطقة كولدا) وفي شمال شرق السنغال (93% في منطقة ماتام). ومعدلات تشويه الأعضاء التناسلية الأنثوية أقل في مناطق أخرى: تامباكوندا (86 في المائة)، وزيغينشور (69 في المائة)، وأقل من 5 في المائة في منطقتي ديوربل ولوغا. السنغال مسلمون 94٪. يختلف معدل انتشار تشويه الأعضاء التناسلية الأنثوية حسب الدين: 29% من النساء المسلمات خضعن لتشويه الأعضاء التناسلية الأنثوية، و16% من الأوليات، و11% من النساء المسيحيات.
صدر قانون في يناير 1999 يجعل ختان الإناث غير قانوني في السنغال. وقد دعا الرئيس ضيوف إلى إنهاء هذه الممارسة وللتشريع الذي يحظرها. وعدل قانون العقوبات لجعل هذه الممارسة عملاً إجرامياً يعاقب عليه بالسجن لمدة تتراوح بين سنة وخمس سنوات. وقال متحدث باسم مجموعة حقوق الإنسان "التجمع من أجل الدفاع عن حقوق الإنسان" (RADDHO) في الصحافة المحلية إن "تبني القانون ليس هو الغاية، لأنه سيظل من الضروري إنفاذه بفعالية حتى تستفيد منه المرأة. صدقت السنغال على بروتوكول مابوتو في عام 2005.

### سيراليون
تشويه الأعضاء التناسلية الأنثوية سائد في سيراليون. ووفقاً لدراسة استقصائية أجريت في عام 2008، فإن 91 في المائة من النساء في سيراليون بين سن 15 و49 عاماً قد خضعن لتشويه الأعضاء التناسلية الأنثوية. أعلى معدل انتشار في شمال سيراليون (97 ٪). النوع الثاني هو الأكثر شيوعًا، ولكن النوع الأول معروف أيضًا بالنوع الثالث. في تقرير عام 2013، أجرى الباحثون أولًا استطلاعات لفظية متبوعة بالفحص السريري. ووجد الباحثون أن الإفصاح اللفظي لم يكن موثوقًا تمامًا، وأظهر الفحص السريري نطاقًا أكبر لتشويه الأعضاء التناسلية الأنثوية. هؤلاء الباحثون يبلغون 68% من النوع الثاني و32% من النوع الأول في نساء سيراليون.

### الصومال
ووفقاً لتقديرات منظمة الصحة العالمية لعام 2005، فإن حوالي 97.9% من النساء والفتيات في الصومال خضعن لعملية ختان الإناث. كان هذا في وقت أعلى معدل لانتشار هذا الإجراء في العالم. وأشار تقرير اليونيسف لعام 2010 أيضاً إلى أن الصومال لديها أعلى معدل في العالم من النوع الثالث من تشويه الأعضاء التناسلية الأنثوية، وأن 79 في المائة من جميع النساء الصوماليات خضعن لهذا الإجراء؛ خضع 15% أخرى من النوع الثاني لتشويه الأعضاء التناسلية الأنثوية. يختلف معدل الانتشار اختلافاً كبيراً حسب المنطقة وهو في حالة انخفاض في الجزء الشمالي من البلاد. في عام 2013، أفادت اليونيسف بالاشتراك مع السلطات الصومالية أن معدل انتشار ختان الإناث بين الفتيات من عمر 1 إلى 14 سنة في منطقتي بونتلاند وصوماليلاند اللتين تتمتعان بالحكم الذاتي انخفض إلى 25% في أعقاب حملة التوعية الاجتماعية والدينية. كما تحظر المادة 15 من الدستور الاتحادي المعتمد في أغسطس 2012 ختان الإناث.

### جنوب السودان
تشويه الأعضاء التناسلية للإناث موجود في جنوب السودان، لكن انتشاره الدقيق غير معروف. ادعى تقرير لليونيسف لعام 2015 أن 1% من النساء اللواتي تتراوح أعمارهن بين 15 و49 سنة قد تعرضن لتشويه الأعضاء التناسلية الأنثوية، ولكن حتى مايو 2018 لم تكن هناك بيانات حديثة تؤكد هذا الرقم. تم الإبلاغ عن ممارسة تشويه الأعضاء التناسلية الأنثوية في بعض المجتمعات المسيحية والمسلمة، وقد لوحظ ذلك في بعض مخيمات اللاجئين في ولاية أعالي النيل. حظر قانون جنوب السودان تشويه الأعضاء التناسلية الأنثوية، لكن الحكومة لم تسن خطة واضحة للقضاء على هذه الظاهرة.

### السودان
انتشار تشويه الأعضاء التناسلية الأنثوية في السودان هو 90 ٪. فقط بعض الولايات السودانية لديها قوانين ضد تشويه الأعضاء التناسلية الأنثوية؛ حالياً لا يوجد قانون وطني يحظر تشويه الأعضاء التناسلية الأنثوية، على الرغم من أن السودان كان أول بلد يحظره في عام 1946، تحت حكم البريطانيين. يحظر النوع الثالث بموجب قانون العقوبات لعام 1925، مع السماح بأشكال أقل حدة. تحاول مجموعات التواصل القضاء على هذه الممارسة لمدة 50 عاما، والعمل مع المنظمات غير الحكومية، والجماعات الدينية، والحكومة، ووسائل الإعلام والممارسين الطبيين. تم إجراء الاعتقالات ولكن لم يتم اتخاذ أي إجراء آخر. وقع السودان على بروتوكول مابوتو في يونيو / حزيران 2008، ولكن لم يتم إيداع أي تصديق بعد مع الاتحاد الأفريقي.

### تنزانيا
وفقا لمسح 2015-2016 في تنزانيا، معدل انتشار ختان الإناث هو 10% من جميع النساء الذين تتراوح أعمارهم بين 15 و49 و4.7% لمن تتراوح أعمارهم بين 15-19. في المقابل، أفاد مسح عام 1996 عن 17.6، مما يشير إلى انخفاض بنسبة 7.6% خلال 20 عامًا أو عدم الرغبة في الكشف. النوع الثاني من تشويه الأعضاء التناسلية الأنثوية كان الأكثر شيوعاً. توجد اختلافات كبيرة في الانتشار الإقليمي؛ ينتشر تشويه الأعضاء التناسلية الأنثوية على نطاق واسع في مانيارا (81٪)، ودودوما (68٪)، وأروشا (55٪)، وسينغيدا (43٪)، ومارا (38٪). تختلف هذه الممارسة مع الدين، مع معدلات انتشار تفيد بنسبة 20% للمسيحية و15% من النساء المسلمات.

### أوغندا

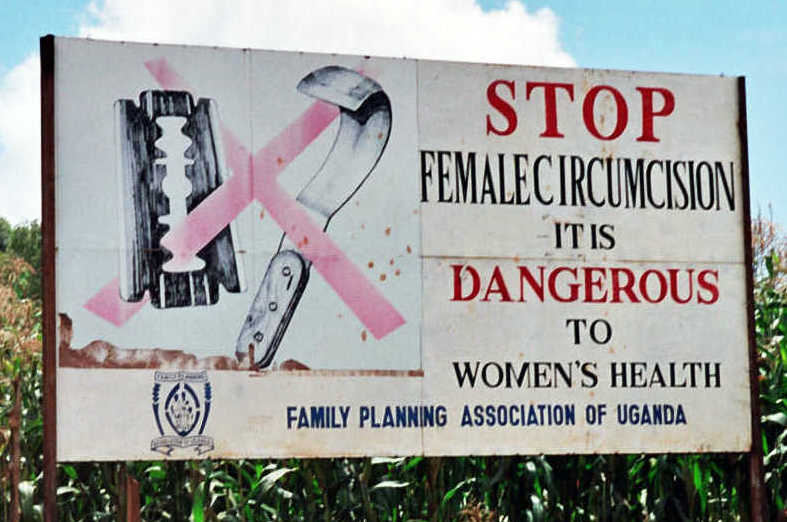
علامة طريق قرب كابشورا، أوغندا، 2004

يخضع أي شخص مدان بتنفيذ ختان الإناث للسجن لمدة 10 سنوات. إذا فقدت حياة المريض أثناء العملية ينصح باستخدام عقوبة السجن مدى الحياة. في عام 1996، تدخلت المحكمة لمنع أداء ختان الإناث بموجب المادة 8 من قانون الأطفال الأساسي، مما يجعل من غير المشروع إخضاع الطفل لممارسات اجتماعية أو عرفية تضر بصحة الطفل. وقعت أوغندا على بروتوكول مابوتو في عام 2003 ولكنها لم تصادق عليه. في أوائل يوليو 2009، صرح الرئيس يوري موسيفيني أنه سيتم إصدار قانون قريبا يحظر هذه الممارسة، مع إيجاد سبل عيش بديلة لممارسيها. قانون مكافحة ختان الإناث 2010 متاح الآن للرجوع إليه.

### زمبابوي
تشويه الأعضاء التناسلية للإناث موجود في زمبابوي.

## أوروبا
في السنوات الأخيرة، أدت زيادة الهجرة للأفراد من الدول التي تمارس ختان الإناث إلى إدخال ختان الإناث في المجتمعات الأوروبية والأمريكية الشمالية. كان من الصعب تحديد معدل انتشار ختان الإناث بين المهاجرين إلى البلدان الأوروبية. أشارت دراسة الحالة التي حققت في تشويه الأعضاء التناسلية الأنثوية في مجموعات من النساء المهاجرات من شمال أفريقيا إلى مناطق أوروبية مثل الدول الاسكندنافية، إلى أن غالبية هؤلاء النساء تعرضن لتشويه الأعضاء التناسلية الأنثوية قبل هجرتهن إلى أوروبا.
كما ثبت أن المجتمعات الأفريقية في الدول الأوروبية تواصل ممارسة تشويه الأعضاء التناسلية الأنثوية على بناتها بعد الهجرة إلى أوروبا. على سبيل المثال في السويد، خلصت دراسة أجرتها مؤسسة Karolinska Institutet إلى أن حوالي ثلث العائلات التي هاجرت من بلدان لديها ثقافة تشويه الأعضاء التناسلية الأنثوية أرادت مواصلة التشويه في بلدانها الجديدة. [130] اتفاقية مجلس أوروبا بشأن منع ومكافحة العنف ضد المرأة والعنف المنزلي، التي دخلت حيز النفاذ في 1 آب / أغسطس 2014، تعرِّف الممارسة وتجرمها في المادة 38:
```
تتخذ الأطراف التدابير التشريعية أو غيرها من التدابير اللازمة لضمان تجريم التصرفات المتعمدة التالية:
```

أ-استئصال أو تشوه أو إجراء أي تشويه آخر على كامل أو أي جزء من الشفرين الكبيرين في المرأة، أو الشفرين الصغيرين أو البظر ؛
ب_إجبار أو شراء امرأة على الخضوع لأي من الأفعال المذكورة في النقطة أ ؛
ج_تحريض أو إرغام أو شراء فتاة للخضوع لأي من الأفعال المذكورة في النقطة أ.

### فرنسا
بين عامي 1979 و2004، تم تقديم مجموعه 29 قضية قضائية ضد تشويه الأعضاء التناسلية الأنثوية أمام المحاكم الجنائية، ومعظمها من منتصف التسعينات فصاعداً وبالأحكام المشددة. بحلول عام 2013، أدين أكثر من 100 شخص بتشويه الأعضاء التناسلية الأنثوية. تشويه الأعضاء التناسلية الأنثوية جريمة جنائية يعاقب عليها بالسجن لمدة 10 سنوات أو بالسجن لمدة 20 سنة إذا كان عمر الضحية أقل من 15 سنة.
```
يشترط القانون على أي شخص الإبلاغ عن أي حالة تشويه أو تشويه مزمع. في عام 2014 أفيد أن حوالي 100 شخص في فرنسا قد تم سجنهم.
[
129
]

ليس فقط الشخص الذي ينفذ عملية الختان محكوم عليه، فالآباء الذين ينظمون الجريمة يواجهون الإجراءات القانونية أيضًا.
[
129
]
```

### ألمانيا
وفقا لمنظمة حقوق المرأة Terre des Femmes في عام 2014، كان هناك 25000 ضحية في ألمانيا و2500 آخرين يتعرضون للتهديد بالتشويه. في عام 2018، ارتفع التقدير إلى 65000. كما تعرض 15500 آخرين لخطر حدوث التشويه لهم مما يمثل زيادة بنسبة 17% عن العام السابق.

### إيطاليا
بعد عدد قليل من حالات الختان التي يمارسها ممارسون طبيون أكفاء في مجتمع المهاجرين الأفارقة، تم نشر المعرفة العامة من خلال التغطية الإعلامية، تم إقرار القانون رقم 7/2006 بتاريخ 1/9/200، وأصبح ساري المفعول في 1/28/2006، «تدابير منع وحظر ممارسة تشويه الأعضاء التناسلية للإناث»؛ يُعرف القانون أيضًا باسم «قانون القنص» (Lugge Consolo) ("Consolo Act").
```
وتدمج المادة 6 من القانون الجنائي الإيطالي مع المادتين 583-B و583-Ter، معاقبة أي ممارسة لتشويه الأعضاء التناسلية للإناث «غير مبررة في إطار الاحتياجات العلاجية أو الطبية» بالسجن الذي يتراوح بين 4 سنوات و12 سنة (من 3 إلى 7 سنوات). أي تشويه غير أو أقل شدة من استئصال 
البظر
 أو الختان).
[
132
]
```

### النرويج
يُعاقب على ختان الإناث كجريمة جنائية بموجب القانون النرويجي حتى إذا ارتكبت الجريمة في الخارج.

### روسيا
تشويه الأعضاء التناسلية الأنثوية ليس جريمة في روسيا. كشفت دراسة عن تشويه الأعضاء التناسلية الأنثوية في داغستان، أعلنت في عام 2016 من قبل المبادرة القانونية لروسيا (المعروفة أيضا باسم مبادرة العدالة الروسية)، أن تشويه الأعضاء التناسلية الأنثوية منتشر في داغستان. الفتيات يخضعن لتشويه في سن مبكرة، تصل إلى ثلاث سنوات من العمر. تمت الموافقة على هذه الممارسة علنا في منطقة داغستان ذات الأغلبية المسلمة من قبل الزعماء الدينيين مثل المفتي إسماعيل بيردييف. Later an Orthodox Christian priest also backed the cleric. في وقت لاحق قام كاهن مسيحي أرثوذكسي بدعم رجل الدين. وقدرت مبادرة العدالة الروسية أن عشرات الآلاف من النساء المسلمات تعرضن لتشويه الأعضاء التناسلية الأنثوية، وخاصة في القرى الجبلية النائية في داغستان، لكن المحققين من مكتب المدعي العام أفادوا بأنهم لم يعثروا على أي دليل على هذه الممارسة. في ذلك العام، عرضت المعارضة الراديكالية بروسيا المتحدة ماريا ماكساكوفا-إيجينبرغس مشروع قانون يجرم ختان الإناث، ولكن وضعه لم يكن واضحا حتى عام 2018.

### السويد
في عام 1982، كانت السويد أول دولة غربية في العالم تحظر بشكل واضح تشويه الأعضاء التناسلية. ويعاقب عليها بالسجن لمدة تصل إلى عشر سنوات، وفي عام 1999 مددت الحكومة القانون ليشمل الإجراءات المنفذة في الخارج. يمكن أيضا استخدام قوانين حماية الطفل العامة. انتشار ظاهرة تشويه الأعضاء التناسلية الأنثوية بين مجموعات المهاجرين في السويد غير معروف، ولكن كان هناك 46 حالة تشويه للأعضاء التناسلية المشتبه فيها منذ صدور القانون في عام 1982، واثنين من الإدانات، وفقا لتقرير نشره في عام 2011 المركز الوطني للمعرفة عن عنف الرجال ضد النساء.
في يونيو 2014، نشرت نوركوبينغز تيدنينجار قصة عن تشويه الأعضاء التناسلية، التقطتها الصحافة الأجنبية، بما في ذلك The Independent وThe Daily News. ادعى أن فتاة في مدرسة واحدة كانت ضحية تشويه الأعضاء التناسلية. لم تذكر أي من الصحف أين ومتى حدث تشويه الأعضاء التناسلية. ونشرت الإذاعة العامة الوطنية السويدية فيما بعد أن أيا من الفتيات لم يخضع للإجراء، أو أنه أجري في الخارج، بينما كانت تعيش في السويد.
قدر المجلس الوطني للصحة والرعاية أن ما يصل إلى 38000 امرأة تعيش في السويد قد يكونن ضحايا تشويه الأعضاء التناسلية الأنثوية. يستند هذا الحساب إلى تقديرات اليونيسف لمعدلات الانتشار في أفريقيا، ويشير إلى تشويه الأعضاء التناسلية الأنثوية قبل الوصول إلى السويد. في عام 2014، قال منسق وطني صومالي في المجلس الإداري للمقاطعة في أوستريوتلاند إن المشكلة لا تلاحقها السلطات بنشاط ويتم تجنبها خشية أن يُنظر إليها على أنها عنصرية أو وصم مجموعات عرقية من الأقليات. أطلقت وزارة الصحة والشؤون الاجتماعية خطة عمل لمكافحة تشويه الأعضاء التناسلية الأنثوية في عام 2003، والتي شملت تقديم دورات للنساء والرجال الأفارقة، الذين يعملون الآن كمستشارين للصحة والتأثير على الرأي العام بين مواطنيهم. كما أصدرت الحكومة مبادئ توجيهية للمسؤولين في القطاع الاجتماعي بشأن الإجراءات والتدابير في حالات متنوعة.

### المملكة المتحدة
كان ختان الإناث جريمة جنائية بموجب قانون حظر ختان الإناث لعام 1985. وقد حل محله قانون تشويه الأعضاء التناسلية للإناث لعام 2003، و (في اسكتلندا) بموجب قانون حظر تشويه الأعضاء التناسلية للإناث (اسكتلندا) لعام 2005. يعتبر احتجاز مواطن بريطاني أو مقيم دائم بالخارج لغرض تشويه الأعضاء التناسلية الأنثوية جريمة جنائية أو غير قانونية. قانوني في البلاد يتم أخذ الفتاة إليه. منذ أبريل 2014، ستتمكن جميع مستشفيات NHS من التسجيل إذا خضع المريض لتشويه الأعضاء التناسلية الأنثوية أو إذا كان هناك تاريخ عائلي لهذا، وبحلول سبتمبر 2014، يجب على جميع المستشفيات الحادة إبلاغ هذه البيانات إلى وزارة الصحة، على أساس شهري. رغم أن تشويه الأعضاء التناسلية الأنثوية كان غير قانوني منذ عام 1985، إلا أن السلطات لم تقم حتى الآن بمقاضاة قضية واحدة بنجاح.
كان عدد النساء اللواتي تتراوح أعمارهن بين 15 و49 عامًا مقيمات في إنجلترا وويلز المولودين في مناطق ممارسة ختان الإناث وقد هاجرن إلى المملكة المتحدة 182000 في عام 2001 وارتفع إلى 283000 في عام 2011.
```
عدد النساء المولودات في القرن الإفريقي، حيث تشويه الأعضاء التناسلية الأنثوية تقريباً، وأكثر أنواع تشويه الأعضاء التناسلية الأنثوية شراسة، يمارس بشكل عام، حيث ارتفع من 22000 عام 2001 إلى 56000 في عام 2011، أي بزيادة قدرها 34000.
[
153
]
```

قُدِّر عدد النساء من جميع الأعمار اللواتي خضعن لطقوس ختان الإناث بـ 137000 في عام 2011. قُدر عدد النساء اللواتي تتراوح أعمارهن بين 15 و49 سنة بعد خضوعهن لطقوس ختان الإناث إلى 66000 في عام 2001 وكانت هناك زيادة إلى 103000 في عام 2011. بالإضافة إلى ذلك، من المرجح أن خضعت ما يقرب من 10000 فتاة دون سن 15 و24000 امرأة فوق سن الخمسين، اللواتي هاجرن إلى إنجلترا وويلز، إلى ختان الإناث.
كانت المدينة ذات أعلى معدل انتشار لتشويه الأعضاء التناسلية الأنثوية في عام 2015 هي لندن، بمعدل 28.2 لكل 1000 امرأة تتراوح أعمارهن بين 15 و49 عامًا، وهي أعلى نسبة. كانت المقاطعة ذات أعلى معدل هي ساوثوارك، حيث بلغت 57.5 لكل 1000 امرأة، في حين كان معدل انتشار الأمراض في المناطق الريفية في المملكة المتحدة أقل من 1 لكل 1000.

## الشرق الأوسط

### البحرين
تشويه الأعضاء التناسلية الأنثوية موجود في البحرين.

### إيران
البيانات الوطنية عن تشويه الأعضاء التناسلية الأنثوية في إيران غير معروفة. أجريت دراسات مختلفة على الانتشار في المحافظات والمقاطعات، مما يشير إلى اختلافات إقليمية كبيرة. ومن المعروف أن تشويه الأعضاء التناسلية الأنثوية سائد في أربع مقاطعات هي: مقاطعة أذربيجان الغربية (ومعظمها الجزء الجنوبي المأهول من الأكراد)، ومقاطعة كردستان ومقاطعة كرمانشاه في الشمال الغربي الذي يهيمن عليه الأكراد، ومقاطعة هرمزغان والجزر القريبة منها في الجنوب.
ونادرا ما نوقشت القضية علنا. فالمؤسسة الدينية الشيعية الوطنية تزعم أنها ممارسة سنية حصرية لا ينبغي لها أن التدخل فيها، ولا ترى عموماً سبباً لمحاولة إنهائها. كما أنه نادراً ما يكون موضوع بحث في الأوساط الأكاديمية، مع عدم سماح الحكومة أو تمويل أي مشاريع لمشاركة الجمهور للمناطق المتضررة.
في عام 2016، ذكرت سوزي لاثام أنه تم التخلي عن ختان الإناث حول مقاطعة خوزستان الجنوبية الغربية في الخمسينات. كشفت البحوث التي أجراها كميل الأحمدي (2005-2015) أن هذه الممارسة قد تم التخلي عنها في أجزاء أخرى من إيران، مثل النساء الكرديات الشيعة في أجزاء من كرمانشاه وإقليم إيلام.
وتقدر بعض الدراسات أن النوع الأول والثاني من تشويه الأعضاء التناسلية الأنثوية بين المهاجرين العراقيين وغيرهم من الأقليات الكردية هو متغير، تتراوح بين 40% إلى 85 ٪.

2014 انتشار تشويه الأعضاء التناسلية للإناث في إيران حسب المقاطعة.
50–70%
15–30%
لايوجد بيانات؛ يفترض أقل من 1 ٪

### العراق

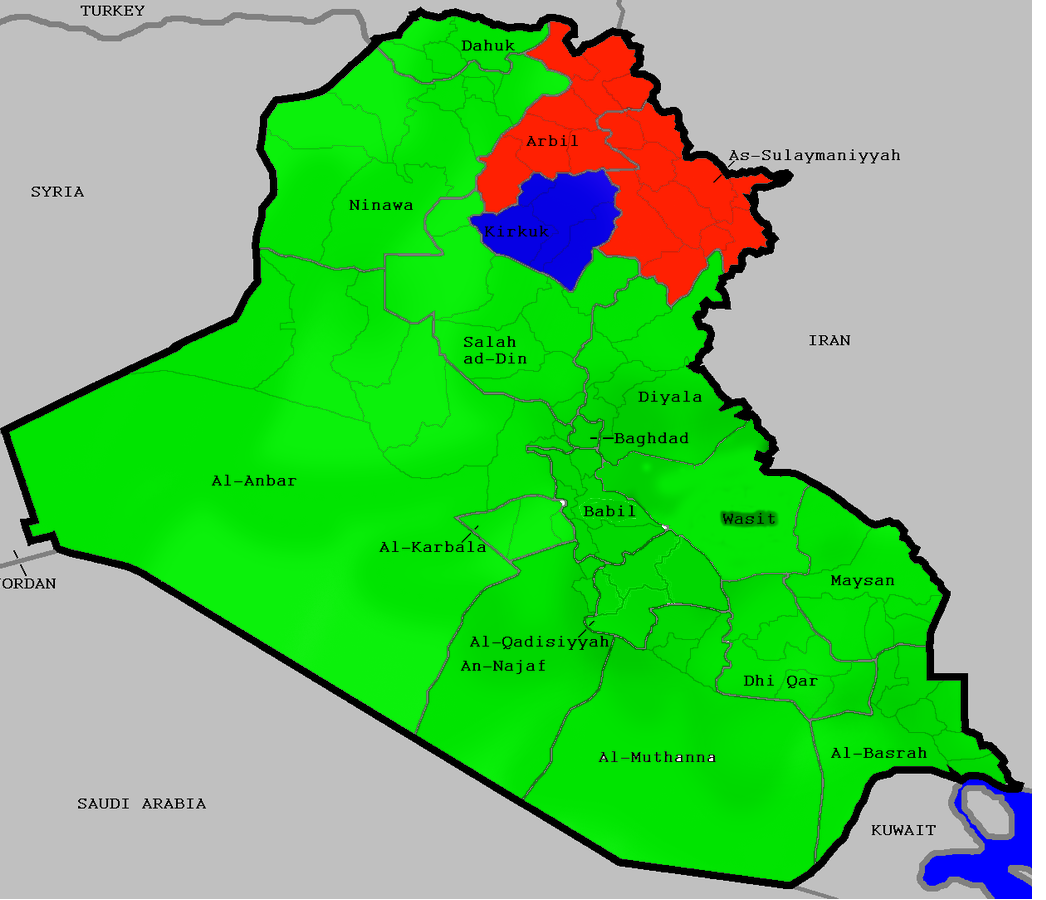
انتشار تشويه الأعضاء التناسلية الأنثوية في العراق للنساء اللواتي تتراوح أعمارهن بين 15 و49 سنة باستخدام اليونيسف
55–65%
15–25%
أقل من 3%

ينتشر تشويه الأعضاء التناسلية الأنثوية في كردستان العراق، حيث يبلغ معدل ختان الإناث 72% وفقًا لتقرير WADI لعام 2010 للمنطقة بأكملها ويتجاوز 80% في كل من كرميان وكركوك الجديدة. في محافظة أربيل والسليمانية من النوع الأول تشويه الأعضاء التناسلية الأنثوية؛ بينما تشيع عملية الختان من النوع الثاني والثالث في غارميان وكركوك الجديدة. لم يكن هناك قانون ضد تشويه الأعضاء التناسلية الأنثوية في كردستان العراق، ولكن في عام 2007 تم تقديم مشروع قانون يدين هذه الممارسة إلى البرلمان الإقليمي، ولكن لم يتم إقراره. يجرم قانون كردي لعام 2011 ممارسة ختان الإناث في كردستان العراق ولا يتم إنفاذ هذا القانون.
ويشير تقرير ميداني صادر عن مركز بانا العراقي، نُشر في عام 2012، إلى أن 38% من الإناث في كركوك والمناطق المحيطة بها خضعن لختان الإناث. ومن بين هؤلاء الإناث الختان، كان 65% من الأكراد و26% من العرب وبقية التركمان. على مستوى الانتماء الديني والطائفي، كان 41% من السنة، و23% من الشيعة، والباقيين، ولا أحد من المسيحيين أو الكلدانيين. في عام 2013، بلغ معدل انتشار ختان الإناث 59% على أساس الفحص السريري لنحو 2000 امرأة كردية عراقية؛ وجد تشويه الأعضاء التناسلية الأنثوية من النوع الأول، وتم إجراء 60% من التشويه للفتيات في الفئة العمرية 4-7 سنوات. انظر منظمة أسودا، وهي منظمة في كردستان غير حكومية. أعلى معدلات انتشار ختان الإناث هي كركوك (20٪) والسليمانية (54٪) وأربيل (58٪).

### الأردن
من المعروف أن سكان قرية وادي عربة في جنوب الأردن يمارسون ختان الإناث. هذه الممارسة هي أجنبية لبقية البلاد، ويخمن الخبراء أن هذه الممارسة قد تم تقديمها من خلال أحفاد القبائل التي جاءت من غزة المجاورة وبئر السبع.

### الكويت
لا يمارس تشويه الأعضاء التناسلية للإناث في الكويت. ويُعتقد أن قلة من الأقليات العرقية المهاجرة تقوم بهذا الإجراء خارج مؤسسات الصحة العامة حيث يتعرضون للإصابة والعدوي.

### عمان
هذه الممارسة منتشرة جدا في عمان. تصف مقالة كتبتها الصحفية سوزان مبارك عام 2013 ممارسة ختان الإناث في عُمان، وتزعم أن هذه الممارسة شائعة جدًا في ظفار في الجنوب الغربي. واستطردت الكاتبة قائلة إن مقالة سابقة حول هذا الموضوع تلقت ردود فعل إيجابية لنشر الوعي بما اعتبره البعض "تقليدًا مروعًا"، بالإضافة إلى ردود فعل سلبية من الآخرين لقيامها "بنشر الغسيل الملوث في ظفار ليشاهده العالم وينتقده". وهي ممارسة يعتقدون أنها إسلامية بحتة، علّقت بأنها "لم تعط اهتمام كبير لهذه الانتقادات لأنني أعرف أن هذه الممارسة ضارة وبدائية، و"ديننا لا يشجع الممارسة ولا يدينها".
ووفقًا لمسح صغير أجرته الناشطة في مجال حقوق الإنسان والإحصائية حبيبة الهنائي في أكتوبر 2013 ونشرت في يناير 2014، فإن 78% من 100 امرأة تمت مقابلتهن يعشن في العاصمة مسقط قد خضعن لعملية ختان الإناث. جاءت هؤلاء النساء من جميع أنحاء البلاد، حيث أظهرت كل منطقة انتشارًا مرتفعًا للغاية، وعلى الرغم من أن عددًا أقل من النساء من مسقط نفسها تعرضن لعملية ختان الإناث، إلا أنهن ما زلن الغالبية. تناقضت استنتاجاتها مع الاعتقاد الشائع بأن ختان الإناث كان منتشرًا في الجنوب فقط. يتم إجراء النوع الأول في جنوب عمان وعادةً ما يتم إجراؤه في غضون أسابيع قليلة من ولادة الطفلة، في حين يلاحظ النوع الرابع في أجزاء أخرى من شمال عمان.

### فلسطين
تشويه الأعضاء التناسلية الأنثوية موجود في فلسطين.

### قطر
تشويه الأعضاء التناسلية الأنثوية موجود في قطر.

### المملكة العربية السعودية
تشويه الأعضاء التناسلية الأنثوية موجود في المملكة العربية السعودية. تشويه الأعضاء التناسلية الأنثوية هو الأكثر انتشاراً في المناطق السعودية بعد المدرسة الشافعية داخل الطائفة السنية من الإسلام، مثل الحجاز والتهامة وعسير. في دراسة سريرية، يقدم السيبياني وروزي دليل على الممارسة في المملكة العربية السعودية. تقرير آخر عام 2010 يدعي أن المضاعفات الطبية التي تلي ختان الإناث هي مؤشر على انتشار هذه الممارسة في النساء السعوديات. وجدت دراسة عام 2012، أن النساء السعوديات اللواتي خضعن لتشويه الأعضاء التناسلية الأنثوية، كان النوع الثالث أكثر شيوعًا من النوع الأول أو الثاني.

### سوريا
الأدلة الظرفية تشير إلى وجود ختان الإناث في سوريا. أكد مؤتمر عام 2012 أن تشويه الأعضاء التناسلية الأنثوية لوحظ في سوريا.

### تركيا
على الرغم من عدم وجود أدلة قوية على ممارسة ختان الإناث في تركيا، إلا أن الأدلة الظرفية تشير إلى وجود تشويه الأعضاء التناسلية الأنثوية في جنوب تركيا حيث غالبية السكان من الأكراد.

### الإمارات العربية المتحدة
تذكر منظمة الصحة العالمية دراسة تثبت تشويه الأعضاء التناسلية الأنثوية في دولة الإمارات العربية المتحدة، ولكنها لا تقدم بيانات. وتفيد التقارير أن هذه الممارسة سائدة في المناطق الريفية والحضرية بدولة الإمارات العربية المتحدة. في دراسة استقصائية أجريت في عام 2011، قالت 34% من النساء المستجيبات إنهن خضعن لهذه الممارسة، وشرحا الممارسة للعادات والتقاليد. تشويه الأعضاء التناسلية الأنثوية هو موضوع مثير للجدل في دولة الإمارات العربية المتحدة، ويجادل الناس حول ما إذا كان ذلك مطلبًا إسلاميًا أم تقليدًا قبليًا. يتبع عدد كبير من مواطني دولة الإمارات العربية المتحدة خطى والديهم وأجدادهم دون التشكيك في هذه الممارسة. تقرير عام 2012 الذي نشرته حكومة الإمارات العربية المتحدة يسجل الإمارات بنسبة 31% من معدل انتشار تشويه الأعضاء التناسلية للأنثى.

### اليمن
وفقًا لتقرير صادر عن اليونيسف لعام 2008، تفيد نسبة انتشار 30٪؛ بالإضافة إلى انتشار في البالغين، تفيد تقارير اليونيسف أن 20% من النساء اللواتي تتراوح أعمارهن بين 15 و49 عامًا لديهن ابنة أجريت لها العملية في اليمن. ref name="fgmnetwork.org"/> في 4 محافظات من اليمن، ووفقاً لتقرير صدر عام 2008، تفوق معدلات انتشار ختان الإناث 80٪: الحديدة (97٪)، حضرموت (97٪)، المهرة (97٪)، عدن (82٪). محافظة صنعاء، التي تضم عاصمة اليمن، يبلغ معدل انتشارها 46٪. النوع الثاني من تشويه الأعضاء التناسلية الأنثوية كان أكثر شيوعاً، حيث كان يمثل 83% من جميع عمليات الختان. النوع الأول لتشويه الأعضاء التناسلية الأنثوية بنسبة 13٪.
التقليد اليمني هو تنفيذ عملية تشويه الأعضاء التناسلية الأنثوية على المولود الجديد، حيث يتم إجراء 97% من عمليات تشويه الأعضاء التناسلية الأنثوية خلال الشهر الأول للطفلة. في عام 2001، حظرت اليمن تشويه الأعضاء التناسلية الأنثوية في جميع المرافق الطبية الخاصة والعامة بموجب مرسوم حكومي، ولكن ليس بالمنازل. لم تنفذ الحكومة اليمنية هذا المرسوم. في عام 2009، عارض البرلمانيون اليمنيون المحافظون تبني قانون جنائي شامل ضد تشويه الأعضاء التناسلية الأنثوية. في عام 2010، أطلقت وزارة حقوق الإنسان اليمنية دراسة جديدة للتأكد أكثر من 4 سنوات إذا تم ممارسة ختان الإناث في اليمن، ثم اقتراح قانون جديد ضد تشويه الأعضاء التناسلية الأنثوية. تقرير اليونيسيف لعام 2013 يدعي أن معدل انتشار ختان الإناث في اليمن لم يتغير في السنوات الثلاثين الماضية.

## أمريكا الشمالية

### كندا
هناك بعض الأدلة التي تشير إلى ممارسة تشويه الأعضاء التناسلية الأنثوية في أونتاريو وعبر كندا بين مجتمعات المهاجرين واللاجئين. يعتبر تشويه الأعضاء التناسلية الأنثوية اعتداءً على الأطفال ويحظر بموجب الفقرات 267 (الاعتداء الذي يتسبب في ضرر بدني) أو 268 (الاعتداء المشدد، بما في ذلك الجرح والتشويه) في القانون الجنائي.

### الولايات المتحدة الأمريكية
وجدت مراكز السيطرة على الأمراض في عام 1997 أن 168000 فتاة تعيش في الولايات المتحدة قد خضعن لخطر الختان. أصبح خالد أدم، المسلم الذي انتقل من أثيوبيا إلى أتلانتا، جورجيا، أول شخص يُدان في الولايات المتحدة في قضية تشويه الأعضاء التناسلية الأنثوية؛ حكم عليه بالسجن لمدة عشر سنوات في عام 2006 لقيامه بقطع بظر ابنته البالغة من العمر عامين بزوج من المقصات. أصبح إجراء هذا الإجراء على أي شخص يقل عمره عن 18 عامًا غير قانوني في الولايات المتحدة في عام 1997 مع قانون حظر تشويه الأعضاء التناسلية للإناث الفيدرالي.
اعتبارًا من عام 2018، أصبح لدى 27 ولاية في الولايات المتحدة قوانين محددة ضد تشويه الأعضاء التناسلية الأنثوية. يجوز للدول التي ليس لديها مثل هذه القوانين استخدام قوانين عامة أخرى، مثل الاعتداء أو إساءة معاملة الأطفال. صدر قانون تشويه الأعضاء التناسلية الأنثوية في يناير 2013، ويحظر نقل فتاة خارج الولايات المتحدة عن علم لغرض ختان الإناث.
فوزييا كاسينجا، وهي فتاة عمرها 19 عاماً من قبيلة توغامبا - كونسونتو في توغو، مُنحت حق اللجوء في عام 1996 بعد تركها للزواج المنظم للهروب من ختان الإناث؛ هذه المجموعة سابقة في قانون الهجرة الأمريكي لأنها كانت المرة الأولى التي يتم فيها قبول ختان الإناث كشكل من أشكال الاضطهاد.
في عام 2016، أصدرت مراكز السيطرة على الأمراض والوقاية منها (CDC) تقريرا تم جمع بياناته من 2010-2013. تشير تقديرات عام 2013 إلى أن 513 ألف فتاة وامرأة في الولايات المتحدة إما كانا إما ضحايا تشويه الأعضاء التناسلية الأنثوية أو معرضات لخطر ختان الإناث، «أقل من 18 عامًا». ويعزى الارتفاع الملحوظ في عدد الفتيات والنساء المعرضات لخطر تشويه الأعضاء التناسلية الأنثوية في الولايات المتحدة إلى زيادة في العدد الإجمالي للمهاجرين من البلدان التي ينتشر فيها تشويه الأعضاء التناسلية الأنثوية، وليس زيادة في تواتر هذه الممارسة.

## أمريكا الجنوبية

### كولومبيا
القبيلة الوحيدة الأصلية في أمريكا اللاتينية المعروفة بممارسة ختان الإناث هي كولومبيا الإمبيري. كان هذا التقليد سرّيًا للغاية حتى حادثة عام 2007، ماتت فيها فتاة نتيجة للختان. تسبب الحادث الكثير من الجدل، ورفع الوعي وحفز النقاش حول إنهاء الممارسة تماما. في عام 2015، أفادت التقارير أن حوالي 250000 شخص من القبيلة قد قرروا وقف عمل تشويه الأعضاء التناسلية للإناث، حيث قال زعيم مجتمعي إنهم يأملون في القضاء عليه بحلول عام 2030.

## أوقيانوسيا

### أستراليا
في عام 1994، كان هناك العديد من التقارير القصصية عن ممارسة تشويه الأعضاء التناسلية الأنثوية بين مجتمعات المهاجرين في أستراليا. بحلول عام 1997، جعلت جميع الولايات والأقاليم الأسترالية من تشويه الأعضاء التناسلية الأنثوية جريمة جنائية. كما أنه جريمة جنائية أن تتخذ، أو تقترح أن تأخذ، طفلًا خارج أستراليا لإجراء إجراء ختان الإناث. لا يعرف حدوث تشويه الأعضاء التناسلية الأنثوية في أستراليا لأنه غالباً ما يتم كشفه فقط عندما يتم نقل النساء والفتيات إلى المستشفى بسبب مضاعفات الإجراء. في عام 2015، أصبحت اثنتان من النساء اللواتي لم يذكر اسمهن أول من يُدان في أستراليا بتهمة ختان الإناث ؛ كانت قضيتهم هي أيضًا المرة الأولى التي يتم فيها تقديم مثل هذه الجريمة للمحاكمة في أستراليا.
في عام 2017، وجدت أول دراسة وطنية أجريت على الأبحاث في مستشفى ويستميد للأطفال في سيدني 59 فتاة التحقن بالموظفين الطبيين منذ عام 2010، مع وجود العديد من الأشخاص الأكثر تطرفًا في الإجراء الذي تم إجراؤه لهم. وخُمس هؤلاء الذين خضعوا للختان، وإزالة البظر والأعضاء التناسلية الخارجية. واعتُبر أن الرقم يقلل من العدد الحقيقي للحالات. وقد أُنجزت معظم الإجراءات في الخارج، ولكن طفلتين مولودتين في أستراليا كانتا قد أُجريت لهم العملية في نيو ساوث ويلز وتم نقل طفلة ثالثة مولودة في أستراليا إلى إندونيسيا لإجراء العملية. من بين 59 فتاة، كان 13 فتاة فقط على اتصال بخدمات حماية الطفل. وقد تم تحديد معظم الحالات (حوالي 90٪) أثناء فحص اللاجئين وكانت من أصل أفريقي. ذكر التقرير أيضًا أنه لا يوجد سجل ختان الإناث في أستراليا وحتى عندما لا يتم الإبلاغ عن الكشف بشكل روتيني. أكثر دولتين مواليد للبنات كانتا الصومال (24) وإريتريا (12).

### نيوزلاندا
وبموجب تعديل عام 1995 لقانون الجرائم، من غير القانوني القيام «بأي إجراء طبي أو جراحي أو تشويه المهبل أو البظر لأي شخص» لأسباب «الثقافة أو الدين أو العرف أو الممارسة». كما أنه من غير القانوني إرسال أو إجراء أي ترتيب لإرسال طفلة إلى خارج نيوزيلندا من أجل الختان ليتم إجراؤه أو مساعدة أو تشجيع أي شخص في نيوزيلندا على إجراء تشويه الأعضاء التناسلية الأنثوية على مواطن نيوزيلندي أو مقيم خارج نيوزيلندا يقنع أو يشجع أي مواطن نيوزيلندي آخر أو مقيم آخر يخرج من نيوزيلندا لإجراء عملية تشويه الأعضاء التناسلية الأنثوية.

## جنوب وجنوب شرق ووسط آسيا
وقد اشتكت منظمات مناهضة تشويه الأعضاء التناسلية الأنثوية في آسيا من أن الاهتمام العالمي بالقضاء على تشويه الأعضاء التناسلية الأنثوية يذهب إلى إفريقيا بالكامل تقريبًا. ونتيجة لذلك، أجريت دراسات قليلة على تشويه الأعضاء التناسلية الأنثوية في البلدان الآسيوية، مما أدى إلى تعقيد حملات مكافحة تشويه الأعضاء التناسلية الأنثوية بسبب نقص البيانات عن هذه الظاهرة. ونُقل عن الناشطة الهندية ماسوما رانالفي، التي خضعت لتشويه الأعضاء التناسلية الأنثوية، البالغة من العمر 7 سنوات، قائلة: «إن الخطاب الكامل حول تشويه الأعضاء التناسلية الأنثوية حتى الآن قد تمحور حول أفريقيا. وتحتاج أفريقيا بالطبع إلى الاهتمام ولكن ربما هناك أماكن أخرى يمكن أن ينتشر بها الختان».

### أفغانستان
تشويه الأعضاء التناسلية للإناث موجود في أفغانستان، خاصة في الحدود الجنوبية التي تربط باكستان.

### بروناي
تشويه الأعضاء التناسلية للإناث من النوع الرابع موجود في بروناي.

### الهند
تشكل ممارسة تشويه الأعضاء التناسلية الأنثوية جريمة جنائية بموجب قانون حماية الأطفال من الجرائم الجنسية، 2012 ؛ قانون العقوبات الهندي، 1860 وقانون الإجراءات الجنائية، 1973. تشير التقديرات إلى أن 90% من الإناث في جماعة البهرة الإسلامية الشيعية الإسماعيلية في الهند يخضعن لعملية ختان الإناث. هناك حوالي مليوني بُحَري في الهند. في دراسة استقصائية، قالت أكثر من 70% من مستجيبات البهرة إن أخصائيًا غير مدربًا قد أجرى العملية عليهم. تم ممارسة قطع الأعضاء التناسلية الأنثوية في ولاية كيرالا في أغسطس 2017 من قبل الصحافيين في ساهيو. وبصرف النظر عن الصدمة النفسية، قالت النساء أيضا أنها أدت إلى مضاعفات بدنية.
في 9 مايو 2017 سعت المحكمة العليا في الهند إلى الحصول على رد من المركز وأربع ولايات (ماهاراشترا، دلهي، جوجارات وراجستان) حول صحة تشويه الأعضاء التناسلية الأنثوية عند دعوى المصلحة العامة من جانب بعض نساء البهرة لحظر هذه الممارسة. في 9 يوليو 2018، أعاد المدعي العام للهند ك. ك. فينوغوبال تأكيد موقف الحكومة الهندية من أن تشويه الأعضاء التناسلية الأنثوية يعد انتهاكًا لحقوق الإنسان الأساسية، وأن ممارسته أدت إلى مضاعفات صحية خطيرة للفتاة المعنية.

### اندونسيا
```
ينتشر تشويه الأعضاء التناسلية الأنثوية من النوع الأول والرابع في 
إندونيسيا
؛
[
224
]
[
225
]
[
226
]
[
227
]
 97.5% [238] من الإناث التي شملتها الدراسة من عائلات مسلمة (الإناث المسلمات يبلغن 85% على الأقل
[
227
]
 من الإناث في إندونيسيا) يتم تشويهها في سن 18 (55 مليون أنثى في 2018). في بعض المجتمعات المحلية في إندونيسيا، تنظم تنظيمات ختان الإناث (ختان القبلية) من قبل المؤسسات الإسلامية المحلية حول عيد ميلاد 
النبي محمد
. بعض تشويه الأعضاء التناسلية الأنثوية من النوع الرابع يتم باستخدام سكين قلم، والبعض الآخر من النوع الأول الذي يتم عمله بالمقص. وجدت دراستان إندونيسيتان في عامي 2003 و2010 أن أكثر من 80% من الحالات التي تم أخذ عينات منها شملت القطع، عادة من الأطفال حديثي الولادة في سن التاسعة. وأظهرت الدراسات الاستقصائية أن الختان بين الفتيات والفتيان هو ممارسة عالمية في مواقع الدراسة، وفي كل منها كان 
الإسلام
 هو الدين الأساسي. في جميع المواقع، بين جميع الأطفال الذين تتراوح أعمارهم بين 15-1، تم الإبلاغ عن 86-100% من الفتيات تعرضن الختان بالفعل. زعم أكثر من 90% من العائلات التي أجريت عليهم الدراسات أنهم يريدون استمرار الممارسة.
[
225
]
[
228
]
[
229
]
```

تشير السجلات التاريخية إلى أن ختان الإناث في إندونيسيا قد بدأ وأصبح سائدًا مع وصول الإسلام في القرن الثالث عشر كجزء من حركته لتحويل الناس إلى الإسلام. في جزر إندونيسيا، حيث اعتنق بعض السكان الإسلام في القرن السابع عشر، كان تشويه الأعضاء التناسلية الأنثوية سائدًا في الإناث المسلمة فقط. في عام 2006، حظرت الحكومة ختان الإناث، لكن ختان الإناث ظل شائعاً للنساء في إندونيسيا - أكبر دولة إسلامية في العالم. في عام 2010، أصدرت وزارة الصحة الإندونيسية مرسومًا يحدد الإجراء المناسب لتشويه الأعضاء التناسلية الأنثوية، والذي يدعي النشطاء أنه يتناقض مع حكم عام 2006 الذي يحظر على العيادات إجراء أي تشويه للختان.
في عام 2013، قرر مجلس العلماء الإندونيسي أنه يفضل تشويه الأعضاء التناسلية الأنثوية، مشيرا إلى أنه على الرغم من أنه ليس إلزاميا، فإنه لا يزال «موصى به أخلاقيا». كان العلماء يدفعون الحكومة الإندونيسية لختان الفتيات، مدعين أنها جزء من التعاليم الإسلامية. بعض المسؤولين الإندونيسيين، في مارس / آذار 2013، زعموا أن الختان والختان من نوع الختان ليس ختان الإناث. في عام 2014، قامت الحكومة بتجريم جميع أشكال تشويه الأعضاء التناسلية الأنثوية بعد أن ألغت الاستثناءات من القوانين.
وفقا لتقرير عام 2016 لليونيسف، 49% من الفتيات الإندونيسيات في سن أقل من 14 سنة قد خضعن بالفعل لعملية ختان الإناث بحلول عام 2015.

### ماليزيا
تشويه الأعضاء التناسلية الأنثوية النوع الأول سائد في ماليزيا، حيث تم تشويه 93% من الإناث من عائلات مسلمة (حوالي 9 ملايين أنثى) في دراسة غير منشورة. يعتبر على نطاق واسع تقليد السنة النبوية، عادة في الأيام القديمة التي تقوم بها القابلة (ماك بيدان) والآن من قبل الطبيب المعالج. هو إما وخز بسيط أو قطع قطعة صغيرة من أعلى جزء من غطاء البظر والقلفة (النوع الأول). وتزعم المرأة الماليزية أن الالتزام الديني (82٪) هو السبب الرئيسي لختان الإناث، مع النظافة (41٪) والممارسة الثقافية (32٪) كمحفزات رئيسية أخرى لانتشار ختان الإناث.
ماليزيا هي مجتمع متعدد الثقافات، تشويه الأعضاء التناسلية الأنثوية منتشر في المجتمع الإسلامي، ولم يلاحظ في مجتمعات الأقلية البوذية والهندوسية. ليس لدى ماليزيا أي قوانين تشير إلى تشويه الأعضاء التناسلية الأنثوية. رعت الحكومة الماليزية المؤتمر السادس والثمانين للجنة الفتوى الماليزية للمجلس الوطني للشؤون الدينية الإسلامية الذي عقد في أبريل 2009 وقررت أن ختان الإناث جزء من التعاليم الإسلامية ويجب أن يلاحظه المسلمون، مع استنتاج غالبية الفقهاء في اللجنة أن ختان الإناث واجب. وأشارت الفتوى إلى ضرورة تجنب طرق الختان الضارة. في عام 2012، اقترحت وزارة الصحة الماليزية توجيهات لإعادة التصنيف والسماح بختان الإناث كممارسة طبية.

### جزر المالديف
يمارس تشويه الأعضاء التناسلية الأنثوية في جزر المالديف. يدعي المدعي العام لجزر المالديف حسنو سود أن استئصال الأعضاء التناسلية قد تم استئصاله من جزر المالديف في التسعينات، لكن ممارسة ختان الإناث في جزر المالديف بدأت تنتعش بسبب الفتاوى الإسلامية الصادرة عن علماء الدين في جزر المالديف الذين يدعون أنها إجبارية. جدد الزعماء الدينيون دعواتهم لتشويه الأعضاء التناسلية الأنثوية في عام 2014.

### باكستان
يمارس تشويه الأعضاء التناسلية الأنثوية بين بعض المجتمعات الباكستانية، وفقًا لمصادر مؤرخة في التسعينات وعام 2000. تقارير Gibeau، على سبيل المثال، تشويه الأعضاء التناسلية الأنثوية على نطاق واسع في بوهرا المسلمين في باكستان. تمارس ختان الإناث جماعة الشيدي المسلمة في باكستان، التي تعتبر من أصل عربي - أفريقي. توجد هذه الممارسة أيضًا في المجتمعات المسلمة بالقرب من الحدود بين إيران وبلوشستان في باكستان.

### الفلبين
ينتشر تشويه الأعضاء التناسلية الأنثوية في أجزاء من الفلبين. إن المجتمعات التي تمارس ختان الإناث تسميها باج سنة، وأحيانًا باج اسلام، وتشمل توساج ميندانو (Tausugs of Mindanao)، وياكان باسلان Yakan of Basilan وغيرها من الجاليات المسلمة في الفلبين. عادة ما يتم إجراء عملية تشويه الأعضاء التناسلية الأنثوية على الفتيات اللواتي تتراوح أعمارهن بين بضعة أيام وسن 8 سنوات. وقد تم الإبلاغ عن النوع الرابع من تشويه الأعضاء التناسلية الأنثوية مع وجود مضاعفات.

### سنغافورة
يمارس تشويه الأعضاء التناسلية الأنثوية من قبل الجالية المسلمة الماليزية في سنغافورة.

### سريلانكا
يمارس تشويه الأعضاء التناسلية للإناث من قبل الأقلية المسلمة في سريلانكا.

### تايلاند
يمارس السكان المسلمون في جنوب تايلاند تشويه الأعضاء التناسلية للإناث.